# Дискография Льюиса Капальди
Дискография шотландского певца Льюиса Капальди состоит из двух студийных альбомов, семи мини-альбомов и шестнадцати синглов. Он добился мирового успеха в 2019 году благодаря синглу «Someone You Loved», который попал в чарты более чем в 29 странах мира и провел семь недель на первом месте в британском чарте синглов UK Singles Chart. Его дебютный альбом Divinely Uninspired to a Hellish Extent вышел в мае 2019 года и стал самым продаваемым альбомом в Великобритании за пять лет, проведя пять недель на первом месте британского альбомного чарта в первые шесть недель после релиза. Позже альбом стал самым быстро продаваемым альбомом года в Великобритании и Ирландии; в по итогам за 2019 и 2020 годы — самым продаваемым альбомом в Великобритании, а «Someone You Loved» стал самым продаваемым синглом 2019 года в Великобритании.
Второй студийный альбом Broken by Desire to Be Heavenly Sent вышел в мае 2023 года. Он также стал самым быстро продаваемым альбомом года в Великобритании. Альбом дебютировал на 1 месте в чартах Великобритании, Австралии, Нидерландов, Ирландии, Новой Зеландии и Шотландии, а в Billboard 200 смог добраться до 14 места.

## Альбомы

### Студийные альбомы
| Название                                | Информация о релизе                                                                                              | Позиции в чартах | Позиции в чартах | Позиции в чартах | Позиции в чартах | Позиции в чартах | Позиции в чартах | Позиции в чартах | Позиции в чартах | Позиции в чартах | Позиции в чартах | Сертификации |
| Название                                | Информация о релизе                                                                                              | SCO              | AUS              | BEL              | GER              | IRE              | NOR              | NZ               | SWI              | UK               | US               | Сертификации |
| --------------------------------------- | --- | ---------------- | ---------------- | ---------------- | ---------------- | ---------------- | ---------------- | ---------------- | ---------------- | ---------------- | ---------------- | --- |
| Divinely Uninspired to a Hellish Extent | - Издан: 17 мая 2019 - Лейбл: Vertigo, Universal, Capitol - Формат: CD, LP, цифровая загрузка, стриминг          | 1                | 7                | 6                | 7                | 1                | 1                | 3                | 3                | 1                | 20               | - BPI: 6× Платиновый - ARIA: Платиновый - BVMI: Золотой - IFPI NOR: 4× Платиновый - MC: 6× Платиновый - RMNZ: 4× Платиновый |
| Broken by Desire to Be Heavenly Sent    | - Издан: 19 мая 2023 - Лейбл: Vertigo, Universal, Capitol - Формат: CD, LP, кассета, цифровая загрузка, стриминг | 1                | 1                | 2                | 4                | 1                | 2                | 1                | 2                | 1                | 14               | - BPI: Платиновый - IFPI DEN: Золотой - MC: Золотой                                                                         |

### Концертные альбомы
| Название          | Информация о релизе                                              |
| ----------------- | ---------------------------------------------------------------- |
| Live from Wembley | - Издан: 4 декабря 2020 - Лейбл: Vertigo, Universal - Формат: CD |

## Мини-альбомы
| Bloom                                                                           | - Издан: 20 октября 2017 - Label: Vertigo, Universal - Format: цифровая загрузка, стриминг | — | —  | — |
| Breach                                                                          | - Издан: 8 ноября 2018 - Лейбл: Vertigo, Universal - Формат: цифровая загрузка, стриминг   | — | 95 | — |
| Deezer Sessions                                                                 | - Издан: 16 ноября 2018 - Лейбл: Vertigo, Universal - Формат: стриминг                     | — | —  | — |
| Spotify Singles                                                                 | - Издан: 12 июня 2019 - Лейбл: Vertigo, Universal - Формат: стриминг, LP                   | — | —  | — |
| Up Next Live From Apple Champs-Élysées                                          | - Издан: 30 августа 2019 - Лейбл: Vertigo, Universal - Формат: цифровая загрузка, стриминг | — | —  | — |
| To Tell the Truth I Can’t Believe We Got This Far                               | - Издан: 15 мая 2020 - Лейбл: Vertigo, Universal - Формат цифровая загрузка, стриминг      | 8 | —  | 5 |
| Spotify Singles                                                                 | - Издан: 22 сентября 2022 - Лейбл: Vertigo, Universal - Формат: стриминг, LP               | — | —  | — |
| All the Rest                                                                    | - Издан: 16 мая 2025 - Лейбл: Vertigo, Universal - Формат: стриминг                        | — | —  | — |
| «—» Обозначает, что альбом не попал в чарт или не был выпущен в данном регионе. |                                                                                            |   |    |   |

## Синглы
| Название                                                                          | Год  | Позиции в чартах | Позиции в чартах | Позиции в чартах | Позиции в чартах | Позиции в чартах | Позиции в чартах | Позиции в чартах | Позиции в чартах | Позиции в чартах | Позиции в чартах | Сертификации | Альбом                                                  |
| Название                                                                          | Год  | AUS              | BEL              | CAN              | IRE              | NOR              | NZ               | SWE              | SWI              | UK               | US               | Сертификации | Альбом                                                  |
| --------------------------------------------------------------------------------- | ---- | ---------------- | ---------------- | ---------------- | ---------------- | ---------------- | ---------------- | ---------------- | ---------------- | ---------------- | ---------------- | --- | ------------------------------------------------------- |
| «Bruises» (original или live orchestral version)                                  | 2017 | 46               | —                | 67               | 8                | 15               | 40               | 43               | 42               | 6                | —                | - BPI: 4× Платиновый - ARIA: 7× Платиновый - GLF: Платиновый - MC: 8× Платиновый - RMNZ: 5× Платиновый                                                                         | Divinely Uninspired to a Hellish Extent                 |
| «Lost on You»                                                                     | 2017 | —                | —                | —                | —                | —                | —                | —                | —                | —                | —                | - BPI: Золотой - ARIA: Золотой - MC: Золотой - RMNZ: Золотой | Divinely Uninspired to a Hellish Extent                 |
| «Fade»                                                                            | 2017 | —                | —                | —                | —                | —                | —                | —                | —                | —                | —                | - BPI: Золотой | Divinely Uninspired to a Hellish Extent                 |
| «Rush» (при участии Джесси Рейес)                                                 | 2018 | —                | —                | —                | —                | —                | —                | —                | —                | —                | —                | - BPI: Серебряный - ARIA: Золотой | Non-album single                                        |
| «Tough»                                                                           | 2018 | —                | —                | —                | 39               | —                | —                | —                | —                | —                | —                | - BPI: Серебряный - ARIA: Золотой | Breach                                                  |
| «Grace»                                                                           | 2018 | —                | —                | —                | 10               | —                | —                | —                | —                | 9                | —                | - BPI: 3× Платиновый - ARIA: 2× Платиновый - MC: Золотой - RMNZ: Платиновый | Divinely Uninspired to a Hellish Extent                 |
| «Someone You Loved»                                                               | 2018 | 4                | 2                | 1                | 1                | 3                | 4                | 6                | 3                | 1                | 1                | - BPI: 10× Платиновый - ARIA: 15× Платиновый - BEA: 3× Платиновый - GLF: 3× Платиновый - IFPI NOR: Платиновый - MC: Бриллиантовый - RIAA: Бриллиантовый - RMNZ: 10× Платиновый | Divinely Uninspired to a Hellish Extent                 |
| «Hold Me While You Wait»                                                          | 2019 | —                | —                | —                | 1                | —                | —                | 77               | 63               | 4                | —                | - BPI: 4× Платиновый - ARIA: 4× Платиновый - MC: 5× Платиновый - RMNZ: 3× Платиновый                                                                                           | Divinely Uninspired to a Hellish Extent                 |
| «Before You Go»                                                                   | 2019 | 7                | 2                | 16               | 1                | 9                | 9                | 23               | 5                | 1                | 9                | - BPI: 4× Платиновый - ARIA: 9× Платиновый - BEA: Платиновый - MC: 4× Платиновый - RIAA: Платиновый - RMNZ: 6× Платиновый                                                      | Divinely Uninspired to a Hellish Extent                 |
| «Forget Me»                                                                       | 2022 | 21               | 5                | 11               | 2                | 13               | 22               | 35               | 38               | 1                | 58               | - BPI: Платиновый - ARIA: 2× Платиновый - BEA: Золотой - RMNZ: Платиновый | Broken by Desire to Be Heavenly Sent                    |
| «Pointless»                                                                       | 2022 | —                | 34               | —                | 7                | —                | —.               | 48               | 61               | 1                | —                | - BPI: Платиновый - ARIA: Золотой - RMNZ: Золотой | Broken by Desire to Be Heavenly Sent                    |
| «Wish You the Best»                                                               | 2023 | 23               | 16               | 19               | 4                | 28               | 22               | 77               | 34               | 1                | —                | - BPI: Платиновый - ARIA: Платиновый - BEA: Золотой - MC: 2× Платиновый - RMNZ: Платиновый                                                                                     | Broken by Desire to Be Heavenly Sent                    |
| «Strangers»                                                                       | 2024 | —                | 48               | —                | 70               | —                | —                | 42               | —                | 37               | —                | | Broken by Desire to Be Heavenly Sent (Extended edition) |
| «Love the Hell Out of You»                                                        | 2024 | —                | —                | —                | 71               | —                | —                | —                | —                | —                | —                | | It Ends with Us (soundtrack)                            |
| «Everytime» (BBC Radio 1 Live Lounge)                                             | 2025 | —                | —                | —                | —                | —                | —                | —                | —                | —                | —                | | Неальбомный сингл                                       |
| «Survive»                                                                         | 2025 | 71               | 34               | 92               | 4                | 72               | —                | —                | 17               | 1                | —                | | TBA                                                     |
| «—» Обозначает, что песня не попала в чарт или не была выпущена в данном регионе. |      |                  |                  |                  |                  |                  |                  |                  |                  |                  |                  | |                                                         |

### Промо синглы
| Название              | Год  | Позиции в чартах | Позиции в чартах | Позиции в чартах | Позиции в чартах | Сертификации      | Альбом                               |
| Название              | Год  | IRE              | NZ Hot           | SWE Heat.        | UK               | Сертификации      | Альбом                               |
| --------------------- | ---- | ---------------- | ---------------- | ---------------- | ---------------- | ----------------- | ------------------------------------ |
| «How I’m Feeling Now» | 2023 | 20               | 10               | 9                | 24               | - BPI: Серебряный | Broken by Desire to Be Heavenly Sent |

## Другие песни, попавшие в чарты
| «Mercy»                                                                           | 2017 | —  | —  | —  | — | —  | - BPI: Серебряный                                                        | Bloom                                   |
| «Maybe»                                                                           | 2019 | 28 | —  | 33 | — | —  | - BPI: Золотой                                                           | Divinely Uninspired to a Hellish Extent |
| «Forever»                                                                         | 2019 | 30 | —  | —  | — | —  | - BPI: Платиновый - ARIA: Платиновый - MC: 2× Платиновый - RMNZ: Золотой | Divinely Uninspired to a Hellish Extent |
| «One»                                                                             | 2019 | 26 | 6  | 23 | — | —  | - BPI: Платиновый - ARIA: Золотой - MC: Золотой - RMNZ: Золотой          | Divinely Uninspired to a Hellish Extent |
| «Don’t Get Me Wrong»                                                              | 2019 | 54 | —  | —  | — | —  | - BPI: Серебряный                                                        | Divinely Uninspired to a Hellish Extent |
| «Hollywood»                                                                       | 2019 | 38 | —  | —  | — | —  | - BPI: Золотой - MC: Золотой                                             | Divinely Uninspired to a Hellish Extent |
| «Headspace»                                                                       | 2019 | 84 | —  | —  | — | —  | - BPI: Серебряный                                                        | Divinely Uninspired to a Hellish Extent |
| «When the Party’s Over»                                                           | 2019 | —  | 15 | 15 | 7 | —  | - BPI: Серебряный - ARIA: Золотой - RMNZ: Золотой                        | Spotify Singles                         |
| «Leaving My Love Behind»                                                          | 2019 | 11 | —  | —  | — | —  | - BPI: Серебряный                                                        | Divinely Uninspired to a Hellish Extent |
| «Let It Roll»                                                                     | 2019 | 14 | —  | —  | — | —  |                                                                          | Divinely Uninspired to a Hellish Extent |
| «Heavenly Kind of State of Mind»                                                  | 2023 | —  | —  | 13 | — | —  |                                                                          | Broken by Desire to Be Heavenly Sent    |
| «Haven’t You Ever Been in Love Before?»                                           | 2023 | —  | 28 | 5  | 4 | 28 |                                                                          | Broken by Desire to Be Heavenly Sent    |
| «The Pretender»                                                                   | 2023 | —  | 42 | 12 | — | —  |                                                                          | Broken by Desire to Be Heavenly Sent    |
| «A Cure for Minds Unwell»                                                         | 2024 | —  | 73 | 37 | — | 59 |                                                                          | Broken by Desire to Be Heavenly Sent    |
| «—» Обозначает, что песня не попала в чарт или не была выпущена в данном регионе. |      |    |    |    |   |    |                                                                          |                                         |

## Авторство песен
| Песня                                     | Год  | Исполнитель | Альбом                               | Ссылка |
| ----------------------------------------- | ---- | ----------- | ------------------------------------ | ------ |
| «How to Be Lonely»                        | 2020 | Рита Ора    | Неальбомный сингл                    | [ 66 ] |
| «Lasting Lover» (с Джеймсом Артуром)      | 2020 | Sigala      | Every Cloud                          | [ 67 ] |
| «Never Really Loved Me» (с Дином Льюисом) | 2022 | Kygo        | Thrill of the Chase                  | [ 69 ] |
| «Luv Me a Little» (с Ниной Несбитт)       | 2023 | Illenium    | Illenium                             | [ 70 ] |
| «Heart by Heart»                          | 2025 | Джо Джонас  | Music for People Who Believe in Love | [ 71 ] |

## Участие в качестве приглашённого артиста
| Песня                                                 | Год  | Исполнитель           | Альбом                                    | Ссылка |
| ----------------------------------------------------- | ---- | --------------------- | ----------------------------------------- | ------ |
| «Can't Help Falling in Love»/ «Mamma Mia»             | 2019 | Льюис Капальди        | BBC Radio 2: The Piano Room 2019          | [ 72 ] |
| «Days Gone Quiet»                                     | 2019 | Льюис Капальди        | Days Gone (Original Soundtrack)           | [ 73 ] |
| «Shallow»                                             | 2019 | Льюис Капальди        | BBC Radio 1’s Live Lounge: The Collection | [ 75 ] |
| «Everywhere» (Children in Need\|BBC Children in Need) | 2021 | Энн-Мари и Найл Хоран | Неальбомный сингл                         | [ 77 ] |

## Комментарии
1. ↑  Вошёл в Divinely Uninspired to a Hellish Extent: Finale[22]
2. ↑  «Bruises» не попала в Flemish Ultratop 50, но добралась до 3 места в Ultratip.
3. ↑  «Bruises» не попала в Billboard Hot 100, но добралась до 22 места в Bubbling Under Hot 100[35].
4. ↑  «Bruises», «Lost on You» и «Fade» также вошли в EP Bloom.
5. ↑  «Lost on you» не попала в UK Singles Chart, поскольку по правилам чарта в топ-100 могут одновременно находиться только 3 песни от одного исполнителя, но она добралась до 38 места в UK Streaming Chart[39].
6. ↑  «Fade» не попала в UK Singles Chart, поскольку по правилам чарта в топ-100 могут одновременно находиться только 3 песни от одного исполнителя, но она добралась до 52 места в UK Streaming Chart[39].
7. ↑  «Grace» и «Someone You Loved» также вошли в EP Breach.
8. ↑  «Before You Go» есть только в расширенном издании Divinely Uninspired to a Hellish Extent.
9. ↑  «Hold Me While You Wait» не вошла в  Flemish Ultratop 50, но добралась до 20  места в Ultratip.
10. ↑  «Hold Me While You Wait» не попала в NZ Top 40 Singles Chart, но добралась до 13 места в NZ Top 40 Hot Singles.[43]
11. ↑  «Pointless» не попала в NZ Top 40 Singles Chart, но добралась до 4 места в NZ Hot Singles Chart[46]
12. ↑  «Wish You the Best» не попала в Billboard Hot 100, но добралась до 3 места чарта Bubbling Under Hot 100[35].
13. ↑  «Strangers» не попала в  NZ Top 40 Singles Chart, но добралась до 12 места в NZ Hot Singles Chart.[50]
14. ↑  «Love the Hell Out of You» не попала в  NZ Top 40 Singles Chart, но добралась до 15 места в NZ Hot Singles Chart.[52]
15. ↑  «Everytime» не попала в UK Singles Chart, но дебютировала на 36 месте в UK Singles Downloads Chart и на 58 месте в UK Singles Sales Chart.[53]
16. ↑  «Survive» не попала в  NZ Top 40 Singles Chart, но добралась до 8 места в NZ Hot Singles Chart.[57]
17. ↑  «Maybe» не попала в UK Singles Chart, поскольку по правилам чарта в топ-100 могут одновременно находиться только 3 песни от одного исполнителя, но она добралась до 31 места в UK Streaming Chart.[39]
18. ↑  «Forever» не попала в UK Singles Chart, поскольку по правилам чарта в топ-100 могут одновременно находиться только 3 песни от одного исполнителя, но она добралась до 25 места в UK Streaming Chart.[39]
19. ↑  «One» не попала в UK Singles Chart, поскольку по правилам чарта в топ-100 могут одновременно находиться только 3 песни от одного исполнителя, но она добралась до 18 места в UK Streaming Chart.[39]
20. ↑  «Don’t Get Me Wrong» не попала в UK Singles Chart, поскольку по правилам чарта в топ-100 могут одновременно находиться только 3 песни от одного исполнителя, но она добралась до 43 места в UK Streaming Chart.[39]
21. ↑  «Hollywood» не попала в UK Singles Chart, поскольку по правилам чарта в топ-100 могут одновременно находиться только 3 песни от одного исполнителя, но она добралась до 39 места в UK Streaming Chart.[39]
22. ↑  «Headspace» не попала в UK Singles Chart, поскольку по правилам чарта в топ-100 могут одновременно находиться только 3 песни от одного исполнителя, но она добралась до 62 места в UK Streaming Chart.[39]
23. ↑  «The Pretender» не попала в UK Singles Chart, поскольку по правилам чарта в топ-100 могут одновременно находиться только 3 песни от одного исполнителя, но она добралась до 94 места в UK Streaming Chart.[65]
24. ↑  Указан как 'Anita Jobby'[68]
25. ↑  Также включена в альбом To Tell The Truth I Can't Believe We Got This Far[74]
26. ↑  Указан как перкуссионист[76]